# Normal, Ohio
Normal, Ohio es una comedia de situación americana que se emitió en la cadena de televisión Fox en el año 2000. La serie está protagonizada por John Goodman en el papel de William Gamble, alias Butch, un gay que retorna a su pequeña ciudad natal del medio oeste americano. En el reparto también estaban Joely Fisher, Anita Gillette, Orson Bean, Mo Gaffney y Charles Rocket.
Goodman ganó el premio People's Choice al mejor actor de comedia en una serie nueva por su actuación en Normal, Ohio; pero la serie no tuvo éxito de audiencia y fue cancelada tras solo unas pocas semanas en el aire. Se rodaron trece episodios de los cuales solo se emitieron siete antes de su cancelación.
La controversia sobre la serie expuso las divisiones en los puntos de vista de la cultura norteamericana hacia la homosexualidad. Gamble es retratado como un tipo corriente, un trabajador manual con muchos de los rasgos típicos del varón medio estadounidense como la afición por el fútbol americano y la cerveza, y muy pocos de los rasgos típicos del estereotipo del hombre gay. Por lo cual muchos medios gais aplaudieron la serie por dar una imagen de normalidad del gay con una vida corriente, mientras que los medios conservadores lo tacharon de irreal. De hecho, la credibilidad del papel de Goodman viene determinada significativamente por la visión preconcebida que cada uno tenga sobre como debe ser un gay. Realmente, los gais que se parecen o se comportan como el personaje de John Goodman son muchísimo más comunes de lo que se cree (véase oso), pero pasan desapercibidos para los grandes medios de comunicación que generalmente muestran gais más estereotipados, como por ejemplo el papel de Jack (Sean Hayes) en la serie Will & Grace.

## Lista de episodios
Su única temporada tenía los siguientes episodios:
1. Don't Ask (No preguntes)
2. Homecoming Queen (La reina regresa a casa)
3. Foreign Affairs (Asuntos exteriores)
4. Caught on Tape (Grabado)
5. A Thanksgiving Episode (Un episodio de Acción de gracias)
6. Buyer's Remorse (Remordimiento del comprador)
7. Working Girl (Chica trabajadora)
8. Just Another Normal Chr... (Solo otras normales N...)
9. Pamela's New Boyfriend (El nuevo novio de Pamela)
10. Forgotten, But Not Gone (Olvidado, pero no desaparecido)
11. The Favorite (El favorito)
12. He Always Gets His Man (Él siempre consigue a su hombre)
13. Charlie's Gamble (La apuesta de Charlie)